# Dăneștii (famiglia)
I Dănești furono una delle due linee maggiori originatesi dalla Casa di Basarab; l'altra schiatta fu quella dei Drăculești. Le due stirpi furono in lotta costante per il trono di Valacchia dal XIV al XVI secolo, dando al paese la maggior parte dei suoi voivoda (principi).

## Storia

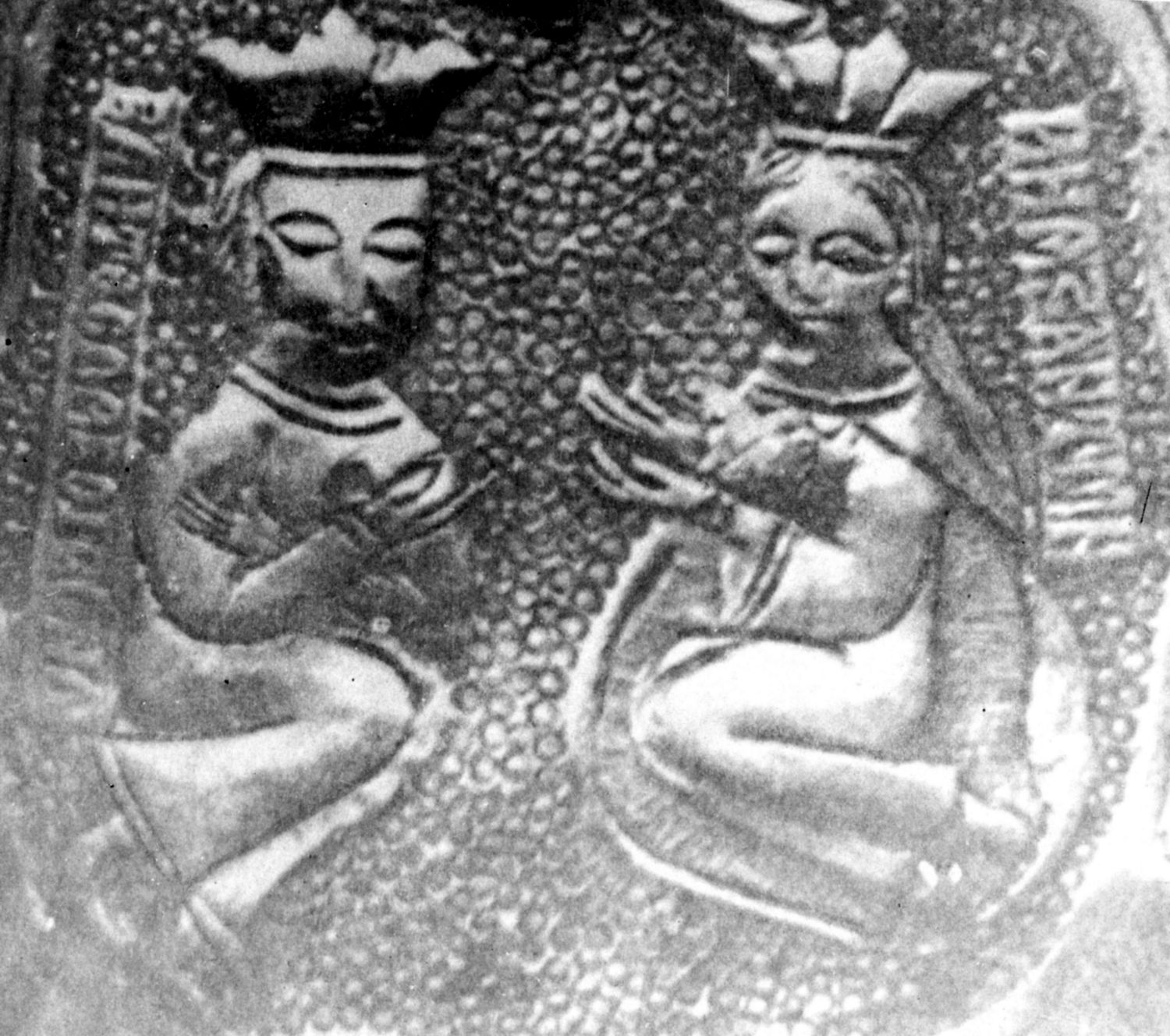
Vladislav II con la moglie

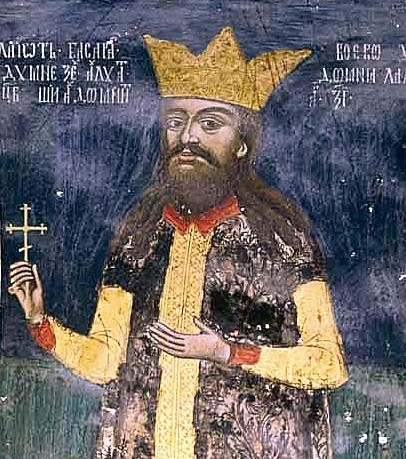
Basarab III Laiotă cel Bătrân

La stirpe dei Basarabidi si scisse in due tronconi nel 1386. Il voivoda (principe) Dan I di Valacchia era morto combattendo contro lo zar Ivan Šišman di Bulgaria ed essendo il suo erede troppo giovane per regnare, il potere passò al fratello minore di Dan, Mircea I cel Bătrân. Mircea regnò per 32 anni (1386-1418), irrobustendo le basi politico-militari del voivodato di Valacchia, ma, alla sua morte, le ingerenze negli affari del regno da parte dell'Ungheria e dell'Impero ottomano, le due potenze che si contendevano il controllo sull'area danubiana, fomentarono la contesa tra i discendenti di Dan I, i Dănești, e i discendenti di Mircea, i Drăculești.
Il regno dei voivoda Dan II di Valacchia (1420-1431), figlio di Dan I, sembrò segnare la riscossa della stirpe nel controllo sulle terre dei Basarabidi. Capace comandante militare e prezioso alleato degli ungheresi, Dan II strappò il trono all'erede di Mircea I, Radu II Chelul, spingendo i Drăculești verso una auto-distruttiva dipendenza dai rinforzi ottomani. Quando Dan II venne eliminato (1431), il sultano di Istanbul alternò infatti sul trono due eredi di Mircea I, Alexandru I Aldea e Vlad II Dracul, mentre i Dănești si legavano sempre più al capitano ungherese Giovanni Hunyadi.
Il regno dell'erede di Dracul, Vlad III Țepeș (1456-1462), segnò il momento più critico per la sopravvivenza dei Dănești. Il Drăculești, inizialmente vassallo del sultano, risolse invece di schierarsi al fianco degli ungheresi, ottenendone appoggio contro i turchi e mano libera nell'eliminazione della stirpe rivale. Due figli di Dan II, Vladislav II di Valacchia e Dan III di Valacchia, vennero eliminati da Vlad III. Un terzo figlio, Basarab III Laiotă cel Bătrân, scampò alla sorte dei fratelli perché il sovrano ungherese, Mattia Corvino, infranse la sua alleanza con l'Impalatore, impegnato a combattere il sultano Maometto II, e lo fece imprigionare.
Delusi dai tradimenti degli Hunyadi o disillusi circa la possibilità di mantenere la Valacchia indipendente dal sempre più potente Impero ottomano, i Dănești abbandonarono la loro iniziale linea filo-ungherese e risolsero di sottomettersi al volere della Sublime porta. Con il benestare degli ottomani, Basarab IV Țepeluș cel Tânăr, figlio di Basarab II di Valacchia, spodestò lo zio Basarab III, già alleato del sultano. Il regno di Basarab IV venne però stroncato (1482) dall'intromissione in Valacchia del voivoda di Moldavia Ștefan III cel Mare (1433-1504), già alleato di Vlad III, ora alleato del Drăculești Vlad IV Călugărul e nuovo asso nella manica di Mattia Corvino per il contenimento delle spinte ottomane nei Balcani.
Mentre la potente schiatta dei boiari Craiovești, signori dell'Oltenia, allacciava propri contatti diretti con gli ottomani e minava la già debole autorità dei Drăculești, i Dănești sparirono dalle cronache. Fu solo con Vladislav III di Valacchia che la dinastia tornò a costituirsi quale seria minaccia per la stirpe rivale: nel triennio 1523-1525, Vladislav III contese a più riprese il trono a Radu V de la Afumați. Scomparso Radu V nel 1529, Mosè di Valacchia, figlio di Vladislav III, si alleò con i Craiovești e misconobbe il vassallaggio al sultano Solimano il Magnifico, riconoscendo quale suo signore e sovrano dell'ormai distrutto Regno d'Ungheria Ferdinando I d'Asburgo.
Il 29 agosto 1530, Mosè affrontò, nella Battaglia di Viișoara, le truppe del Drăculești Vlad VII Înecatul, spalleggiato da Solimano. I turchi restarono padroni del campo e Mosè trovò la morte in battaglia, segnando la fine della dinastia dei Dănești.

## Principi della dinastia Dănești
Lista dei Dănești succedutisi sul trono di Valacchia
| Voivoda                       | |
| ----------------------------- | --- |
| Dan I di Valacchia            | 1383-1386; |
| Vlad I Uzurpatorul            | 1394-1397; figlio di Dan I di Valacchia;                                                                                        |
| Dan II di Valacchia           | 1420-1421; 1421-1423; 1423-1424; 1426-1427; 1427-1431; figlio di Dan I di Valacchia;                                            |
| Basarab II di Valacchia       | 1442-1443; figlio di Dan II di Valacchia; avversario del Drăculești Vlad II Dracul;                                             |
| Vladislav II di Valacchia     | 1447-1448 e 1448-1456; figlio di Dan II di Valacchia; avversario del Drăculeti Vlad l'Impalatore;                               |
| Dan III di Valacchia          | 1457-1460; figlio di Dan II di Valacchia; avversario del Drăculești Vlad l'Impalatore;                                          |
| Basarab III Laiotă cel Bătrân | 1473, 1474, 1475-1476, 1476-1477; figlio di Dan II di Valacchia; avversario dei Drăculești Vlad l'Impalatore e Radu cel Frumos; |
| Basarab IV Țepeluș cel Tânăr  | 1477-1481 e 1481-1482; figlio di Basarab II di Valacchia;                                                                       |
| Vladislav III di Valacchia    | 1523, 1524, 1525; nipote di Vladislav II di Valacchia; avversario del Drăculești Radu V de la Afumați;                          |
| Mosè di Valacchia             | 1529-1530; figlio di Vladislav III di Valacchia;                                                                                |

### Fonti
- Laonico Calcondila, Expuneri historische, Historiarum demonstrationes, ed. V. Grecu, Bucarest, 1958.
- Papa Pio II, Historia rerum ubique gestarum locorum descriptio, ed. Helmstedt, 1609.
- Ducas, Historia turco-bizantina 1341-1462, ed. Michele Puglia, Rimini, 2008, ISBN 88-8474-164-5.

### Studi
- Matei Cazacu, Dracula. La vera storia di Vlad III l'Impalatore, Milano, 2006, ISBN 88-04-55392-8.
- M.J. Trow, Vlad the Impaler, Glouchestershire, 2003.
- Kurt W. Treptow, Dracula : essays on the life and times of Vlad Țepeș, New York, 1991.
- Radu R. Florescu e Raymond T. McNally, Dracula: Prince of Many Faces, 1989.
- Constantin C. Giurescu e Dinu C. Giurescu, Istoria Romanilor volume II (1352-1606), Bucarest, 1976.
- Nicolae Iorga, Histoire des Roumains : volume IV, Les chevaliers, Bucarest, 1937.
- Nicolae Iorga, Domni români după portrete și fresce contemporane, Sibiu, 1930.
- I. Minea, Vlad Dracul si vremea sa, Iasi, 1928.
- Alexandru Dimitrie Xenopol, Histoire des Roumains de la Dacie trajane : Depuis les origines jusqu'à l'union des principautés : Tome I des origines à 1633, Editeur Ernest Leroux Paris, 1896.